# Eustach Římský

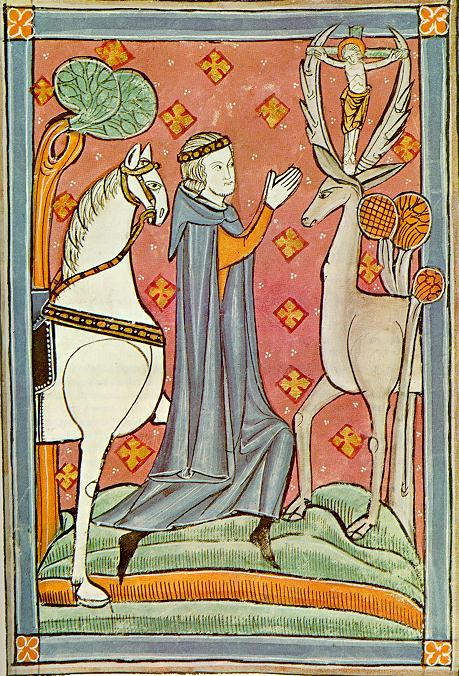
Eustach Římský

Eustach Římský čili Eustachius (před obrácením se jmenoval Placidus) byl křesťanský mučedník, povoláním důstojník, který měl být pro svou křesťanskou víru upálen či uvařen za císaře Hadriána kolem roku 118.

## Úcta
K jeho obrácení mělo dojít poté, co na lovu spatřil jelena se zářícím křížem mezi parohy, proto se stal patronem lovců. Obdobná legenda je však spojována i se sv. Hubertem a sv. Felixem z Valois. Byl uctíván jako jeden ze Čtrnácti svatých pomocníků a jeho kult podpořila Zlatá legenda, v níž je Eustachův příběh uveden. 

### V katolictví
Protože postrádáme seriózní historické informace podkládající eustachovskou legendu, byl jeho svátek při reformě v roce 1969 vyňat z celosvětového kalendáře, dále je však uveden v Římském martyrologiu a slaven lokálně a tradičními katolíky.
Svátek svatého Eustacha se slaví 20. září.

### V pravoslaví
Pravoslavní jej uctívají jako svatého.